# Jiang Qing
Jiang Qing (xinès (Xina): 江青)  (Zhucheng i República Popular de la Xina, 5 de març de 1914 - Beijing Hospital, 14 de maig de 1991) va ser una actriu i destacada líder comunista xinesa. El seu nom autèntic era Luan Shumeng (però també va ser coneguda com a Li Yunhe, Li Jin i Lan Ping, nom artístic cap al 1930)

## Biografia
El seu pare, Li Dewen, era fuster. Va néixer en una llar on l'alcohol era motiu de les males relacions entre el seu progenitor i la seva mare (que no gaudia de l'estatus d'esposa sinó de concubina.). Amb cinc anys, ella i la seva mare abandonen la llar. La mare va fer diversos treballs fins que, finalment, se'n van a casa del seu avi a Jinan. Allà adoptarà el nom de Yunhe ('Grua entre núvols') i anirà a l'escola primària. El seu avi li va inculcar la passió pel teatre i per l'òpera xinesa. El 1928, quan era adolescent, la mare la va abandonar (segons sembla perquè es va tornar a casar). Després de servir per a les principals actrius d'una companyia teatral, en veure frustrat el desig d'esdevenir actriu, torna amb el seu avi, però aviat s'escaparà de casa quan l'intenten casar a un home que no coneixia (de nena, ja tenia idees que trencaven la tradició, ja que va poder evitar que li embenessin els peus). Aconsegueix entrar en una acadèmia d'art dramàtic a Jinan, però un any més tard (1930) el centre es tanca. Es casa amb Pei Minglun, fill d'un ric comerciant, però mesos més tard es divorcien. Es va casar en dues ocasions més: amb Tang Na (Ma Jiliang) i amb Mao Zedong. A part de ser artista de cinema i de teatre va tenir responsabilitats importants en el camp de la indústria del cinema i va determinar les línies ideològiques que havien de seguir les obres de teatre i òpera. Militant comunista que arribarà a ser la dona amb més poder a la Xina en els darrers anys de Mao.

## Activitat artística
Amb 18 anys, bonica i jove, se'n va a Qingdao (província de Shandong). Intenta que Zhao Taimo, home de teatre i degà d'universitat, l'ajudi, però ell refusa fer-ho; llavors recorre a la seva esposa, Yu Shan, a la qual admira. Aquesta actriu li aconsegueix un lloc de treball com a ajudanta en la biblioteca de la universitat.
El 1933 a Xangai comença, realment, la seva carrera com a actriu amb el nom de Lan Ping (蓝苹), 'Poma blava'. Inicialment, fa papers modestos en pel·lícules de sèrie B. Però el que li agrada és el teatre i li arriba la gran oportunitat una vegada que la primera actriu estava malalta de grip; la seva interpretació entusiasma el públic, que es posa dempeus.
Va estar sentimentalment vinculada amb l'actor-director Tang Na (pseudònim de Ma Jiliang), amb el qual havia intervingut en films com Escenes de la vida d'una ciutat i L'estàtua de la Llibertat. El març del 1936 es casen a Hangzhou, però aviat ell descobrirà que Jiang mantenia relacions amb un altre (Yu Qiwei). La companyia en què treballava ha de cessar les seves activitats per dificultats financeres i polítiques (expansionisme japonès).

## Militància comunista inicial

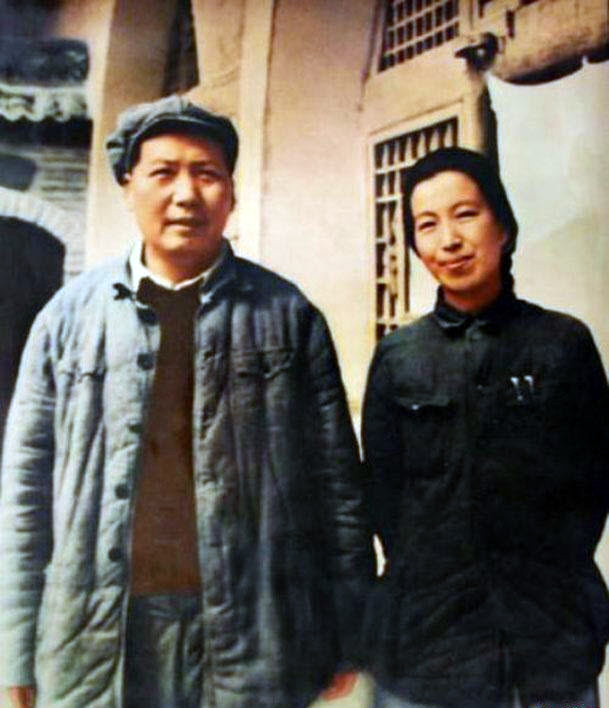
Mao i Jiang Qing (1946)

Yu Shan, a part d'ajudar-la a trobar feina a la biblioteca, li presenta el seu germà Yu Qiwei, que llavors tenia un càrrec important en el Partit Comunista Xinès com a responsable de la propaganda clandestina de l'organització. Coneix diversos membres del partit com Kang Sheng, Huang Jing… amb els quals mantindrà relacions íntimes, que li donen una imatge de dona frívola als altres militants. La policia, finalment, la va detenir, però al cap de poc l'alliberà; posteriorment, algun dels seus companys va declarar que hauria donat noms de diversos camarades.
El 1937 abandonà Xangai per la invasió japonesa i amb altres actors arriba a Yenan per a col·laborar amb la resistència comunista. Coneixerà Mao Zedong, amb el qual es casarà el 1938. Mao havia estat casat amb Luo Yixuo, Yang Kaihui i He Zizhen. La cerimònia va tenir el vistiplau del partit després de moltes dificultats, però Jiang va haver d'acceptar que no se la veuria en públic al costat del seu marit. El matrimoni només va tenir una filla, Li Na, nascuda el 1940.
Amb la fundació de la República Popular de la Xina, el 1949, Jiang es va encarregar de la direcció cinematogràfica del Departament de Propaganda, i com a membre del Ministeri de Cultura, es va dedicar a la indústria del cinema. Després del Gran Salt Endavant inicia una reforma del teatre xinès. L'òpera moderna xinesa havia de seguir els “vuit models d'òpera revolucionària” segons el que es feia a l'Òpera de Pequín. Aquests canvis afectaren les representacions teatrals, la música i la dansa.

## La Revolució cultural
Mao, que havia perdut influència en el partit arran dels fracassos de la seva política, intentà recuperar el poder que havia tingut abans i a partir de 1965 inicia la Revolució cultural, radicalitzant les masses a fi d'accelerar la via cap al comunisme, deixant enrere la fase socialista. Això permetrà a Jiang Qi realitzar el seu desig de situar-se al centre de l'escena política amb el suport de Mao (llavors havien deixat enrere les seves tensions com a parella). Enmig del caos encapçala la Revolució cultural. Aleshores passarà comptes amb molts dels qui es va enfrontar en els vells temps, i arribà a venjar-se de conflictes anteriors que eren simplement afers purament personals. Serà membre del IX i X Politburós del Partit Comunista Xinès.

## La banda dels Quatre
Arran de la mort de Mao el 1976, la denominada posteriorment Banda dels Quatre, que era el grup que hi havia al darrere de la Revolució cultural i que controlava amb mà forta els mitjans de comunicació, cau en desgràcia. Jiang Qing i els seus col·laboradors directes són detinguts i el 1980 comença el judici (de discutibles garanties legals) que la condemnarà a la pena de mort, que seria commutada per la presó a perpetuïtat. Davant del públic va declarar: “Jo era el gos de Mao: si em deia mossega, jo mossegava”. Més endavant, va residir a Pequín sota vigilància i, segons les autoritats, es va suïcidar el 14 de maig de 1991, fet que es va mantenir en secret fins al 1993.